# Kepler-42
Kepler-42 (wcześniej KOI-961) – pozasłoneczny układ planetarny odkryty w ramach misji Kepler przez astronomów z California Institute of Technology. Planety krążą wokół czerwonego karła; gwiazdy tego rodzaju są najczęściej występującym rodzajem gwiazd w Galaktyce. Jest to pierwszy znany układ planetarny, w którym wszystkie zaobserwowane planety mają rozmiary mniejsze od Ziemi. We wcześniejszym oznaczeniu skrót KOI oznacza Kepler Object of Interest („obiekt zainteresowania Keplera”).

## Układ planetarny

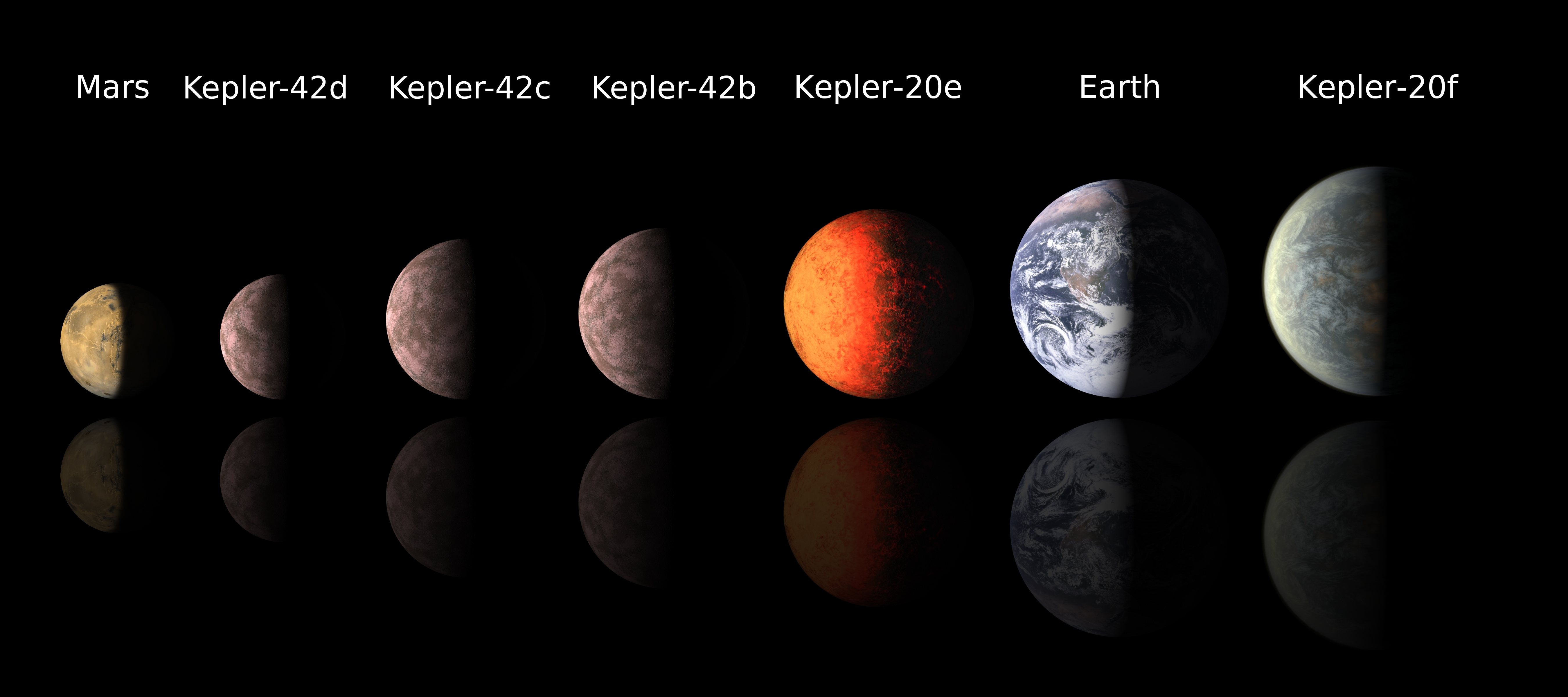
Porównanie rozmiarów Marsa, planet układu Kepler-42, Ziemi i dwóch planet układu Kepler-20

Trzy znane planety układu Kepler-42 mają promienie równe kolejno 0,73, 0,78 i 0,57 promienia Ziemi. Oznacza to, że mają rozmiary większe od Marsa, a mniejsze od Wenus. Zapewne są to planety typu ziemskiego, o budowie skalistej, na co wskazuje także niewielka masa (mniejsza niż 2,9 M🜨 w przypadku największej z planet). Krążą one w zbyt małej odległości od gwiazdy, aby na ich powierzchniach mogła istnieć woda w stanie ciekłym.

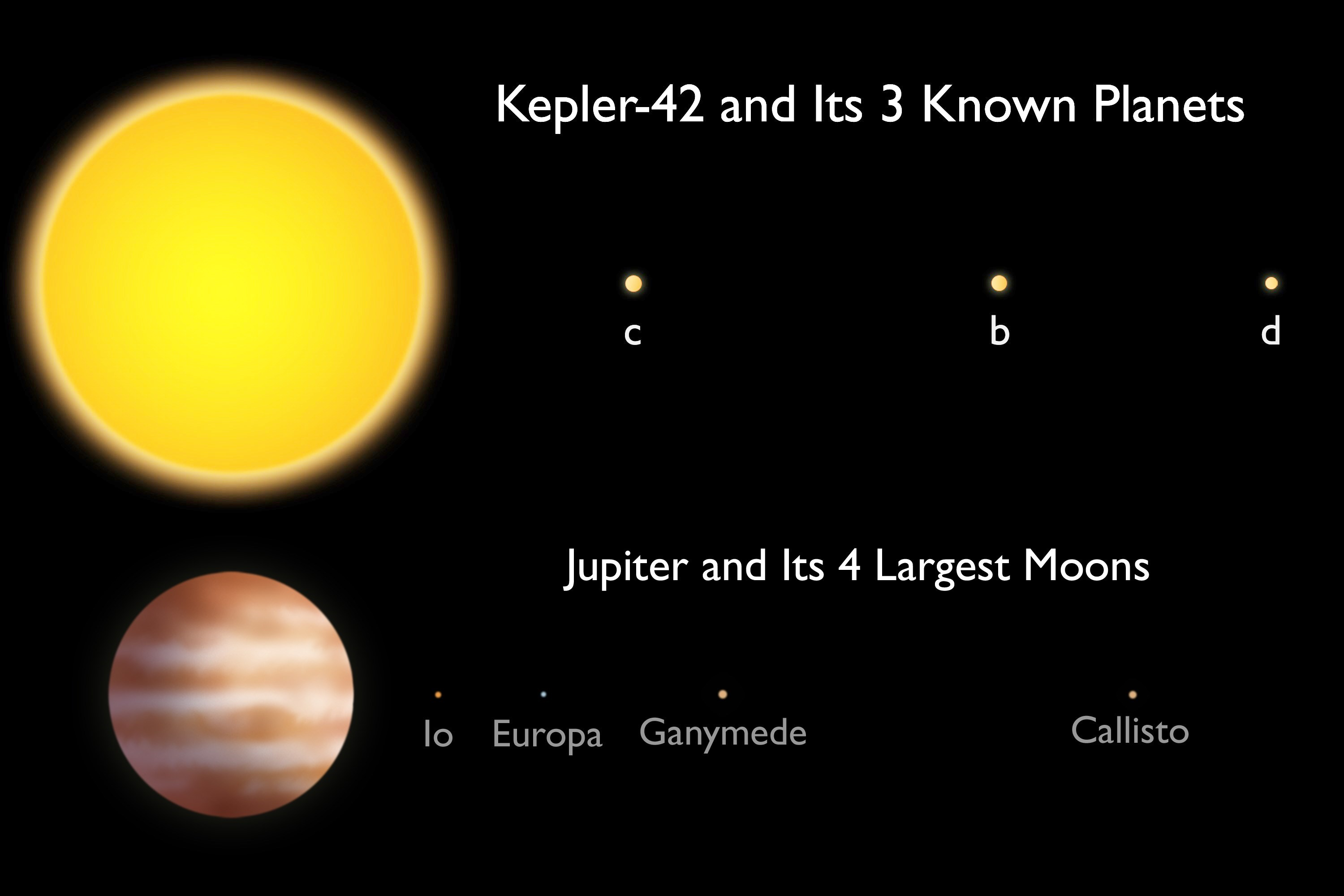
Porównanie układu Kepler-42 i układu księżyców Jowisza

Gwiazda Kepler-42 ma promień ok. 1/6 R☉, zaledwie o 70% większy niż planeta Jowisz. To sprawia, że cały układ ma rozmiary podobne do rozmiarów układu księżyców planet-olbrzymów w Układzie Słonecznym, w szczególności Jowisza.